# Dům čp. 25 (Zahrádky)
Dům čp. 25 je lidová stavba v centru obce Zahrádky u České Lípy.

## Historie
Roubené jádro domu pochází z 2. poloviny 18. století, mladší přístavby – zděné a hrázděné – pak z 1. poloviny 19. století. Na mapách stabilního katastru z roku 1843 je dům již zanesen na stávajícím půdorysu.
V roce 2019 byl objekt prohlášen kulturní památkou.

## Architektura
Objekt stojí na obdélníkovém půdorysu a je tvořen původním obytným jádrem s trojdílnou dispozicí, mladší hospodářskou přístavbou a další přízemní přístavbou na západní straně. Střecha domu je sedlová, asymetrická – na jihozápadní straně rovina střechy kryje dřevěnou pavlač, která prochází téměř po celé délce domu, na severozápadní straně rovina střechy plynule kryje přízemní přístavbu. Obytný blok je patrový, částečně roubený a částečně zděný. Celá jeho fasáda je omítnuta v červeném odstínu. Hospodářská část domu má převážně hrázděnou konstrukci s omítanými výplněmi. Štítové uliční průčelí je tříosé a je patrné, že dvě levé osy přináležejí původní obytné části a pravá osa přízemní přístavbě. V přízemí je viditelná podstávka s jednoduchými sloupky a pásky. Dvoukřídlé krámové dveře v pravé části uličního průčelí umožňují přístup do zadního traktu domu. Štít má bohatě skládanou lomenici. Hlavní vstup do domu je v jihozápadním průčelí, pod pavlačí.
Vstupní síň má trámový strop se záklopem a za ní je situována černá kuchyně s plackovou klenbou. Na pravé straně domu je obytná světnice, rovněž s trámovým záklopovým stropem, a v zadní části pak bývalý krám. Levá strana domu je částečně také obytná, vpředu je pokoj, vzadu pak spížní komora. Hrázděná hospodářská přístavba je v přízemí rozdělena na dva prostory, v patře pak je další komora. Patro obytné části domu přibližně kopíruje trojdílnou dispozici přízemí: středová síň, po pravé straně světnice s kachlovými kamny, zřejmě přesunutými z areálu zámku Zahrádky, a po pravé straně další pokoj.